# 名偵探柯南：貝克街的亡靈
《名偵探柯南：貝克街的亡靈》，是日本漫画家青山剛昌漫画系列《名偵探柯南》的第6部剧场版，片長107分鐘。2002年4月20日在日本上映，在日本有34億日圓的票房收益 。該片的片尾字幕背景是在英國倫敦拍攝的。

## 概要
- 本片為江户川柯南（工藤新一）的親人首次登場（柯南的父親工藤優作有出現，母親沒有現身只有被提及）的劇場版。
- 本片的日本總票房收入一度高居各劇場版之冠達七年之久，直到2009年才被《名偵探柯南：漆黑的追跡者》打破。
- 本片為到目前為止，唯一一部柯南的道具無法派上用場的劇場版，主要是因為道具在遊戲世界無法使用。
- 此劇場版增加一名知道柯南的真實身分是工藤新一的角色，即澤田弘樹。
- 柯南系列從《名偵探柯南：引爆摩天樓》起至本部劇場版的總累計觀影人數，於2002年正式突破一千萬人。
- 本片的兇手並未有黑影的樣子，可以清楚知道兇手是誰。（在指認開膛手前有短暫出現黑影）

## 故事簡介
兩年前，旅居美國的10歲天才少年澤田弘樹在完成人工智慧「諾亞方舟」（ノアの方舟）後將鞋子整齊置於樓緣邊，跳樓身亡。
兩年後的某一天，在米花市政大樓舉行颠覆业界的模擬遊戲機「繭」的發表會，这款游戏机外形酷似蚕茧，玩家进入其中后会陷入沉睡，并在梦境中游玩与历史相关的实感游戏，柯南、灰原及少年偵探團成員們也接獲邀請參加。
另一方面，软件巨头湯瑪斯·辛多拉在后台殺害了“繭”的開發者兼負責人樫村忠彬并向电脑植入病毒，樫村在斷氣前按下鍵盤J.T.R.三個字母。
当体验会开始时，一個名為「諾亞方舟」的人工智慧佔據「繭」的電腦系統，並切斷身處虛擬世界的50名孩童所有能與外界連結的管道，對現實世界中所有政商名流宣布要「重置日本」，表示如果50个孩子只要有一个通关便放过他们，否则将用特殊电磁波将他们杀害。

## 登場角色

### 原作角色
| 角色         | 配音       | 配音                 | 配音     | 配音     | 簡介 |
| 角色         | 日本       | 臺灣                 | 香港     | 中国大陆 | 簡介 |
| 主要角色     | 主要角色   | 主要角色             | 主要角色 | 主要角色 | 主要角色 |
| ------------ | ---------- | -------------------- | -------- | -------- | --- |
| 江戶川柯南   | 高山南     | 丘梅君               | 周恩恩   | 李世荣   | 本作品男主角，原高中生名偵探工藤新一，被黑暗組織的琴酒灌下毒藥而縮小身體變成小孩，後化名為江戶川柯南，寄住在毛利家中並暗中調查黑暗組織。 為了找尋樫村忠彬留下死前訊息「JTR」的真相，來到「繭」體驗遊戲，最後成功破關。劇尾為了避免被其他人嘲笑，只好熬夜練習把電動破關。 |
| 工藤新一     | 山口勝平   | 劉傑                 | 李家傑   | 张杰     | 本作品男主角，原高中生名偵探工藤新一，被黑暗組織的琴酒灌下毒藥而縮小身體變成小孩，後化名為江戶川柯南，寄住在毛利家中並暗中調查黑暗組織。 為了找尋樫村忠彬留下死前訊息「JTR」的真相，來到「繭」體驗遊戲，最後成功破關。劇尾為了避免被其他人嘲笑，只好熬夜練習把電動破關。 |
| 毛利蘭       | 山崎和佳奈 | 賀世芳               | 劉惠雲   | 季冠霖   | 本作品女主角，新一的青梅竹馬，運動神經發達，擅長空手道，曾獲得全國高中空手道關東大賽的冠軍。 |
| 毛利小五郎   | 神谷明     | 袁光麟               | 黃志明   | 张遥函   | 小蘭的父親，英理的丈夫。私家偵探，外號沉睡小五郎，原刑警，辭職後在家開設毛利偵探事務所。 |
| 工藤優作     | 田中秀幸   | 康殿宏               | 陳健豪   | 陈思宇   | 新一的父親，妻子為工藤有希子，推理小說家。與阿笠博士、目暮十三是老朋友。 本劇回日本的原因是因為他跟阿笠博士都是「繭」的開發者，與樫村忠彬是大學時期的損友，也是為了幫忙調查澤田弘樹的自殺原因。                                                                          |
| 朋友相關角色 |            |                      |          |          | |
| 灰原哀       | 林原惠     | 許雲雲               | 鄧潔麗   | 阎萌萌   | 柯南的搭檔兼好友，本名宮野志保，原黑暗組織科學家雪莉。吃下毒藥而縮小身體，逃離組織後寄住在阿笠家中，並化名灰原哀。 |
| 吉田步美     | 岩居由希子 | 陳鈴燕               | 莊巧兒   | 山新     | 三人為帝丹小學一年級生，後來與轉學生柯南和灰原一同組成少年偵探團。 |
| 圓谷光彦     | 大谷育江   | 賀世芳               | 曾月娥   | 刘校妤   | 三人為帝丹小學一年級生，後來與轉學生柯南和灰原一同組成少年偵探團。 |
| 小嶋元太     | 高木涉     | 劉傑                 | 陳志強   | 张磊     | 三人為帝丹小學一年級生，後來與轉學生柯南和灰原一同組成少年偵探團。 |
| 阿笠博士     | 緒方賢一   | 陳宗岳               | 周永光   | 郭政建   | 工藤家的鄰居兼好友，科學家兼發明家，會發明出一些道具讓柯南在案件中使用，在灰原哀逃離黑暗組織後收留她。 |
| 鈴木園子     | 松井菜櫻子 | 陳鈴燕               | 莊巧兒   | 佟心竹   | 小蘭的好友兼同學，鈴木財團的二千金，時常邀請毛利家參加各式的宴會活動，與京極真是戀人關係。 |
| 警察相關角色 |            |                      |          |          | |
| 目暮十三     | 茶風林     | 李景唐               |          | 张闻天   | 警視廳搜查一課的警官（警部），曾是毛利小五郎的上司，經常在兇案現場要求部下調查相關證據。 |
| 白鳥任三郎   | 井上和彥   | 康殿宏 李景唐 陳宗岳 | 陳健豪   | 吴凌云   | 警視廳搜查一課的警官（警部），出身於豪門。 |
| 千葉和伸     | 千葉一伸   | 袁光麟 劉傑          | 李家傑   | 张磊     | 警視廳搜查一課的刑警（巡查部長），高木的好友。 |
| 其他角色     |            |                      |          |          | |
| 工藤有希子   | 島本須美   | 許雲雲               | 鄧潔麗   | 张喆     | 新一的母親，丈夫工藤優作。女演員，曾經紅極一時、風靡全球的銀幕巨星。 本人實際上並未在本劇出場，僅遊戲中一角色以其形象設定，據阿笠博士表示她在從洛杉磯飛抵日本後就前去參加同學會。                                                                                        |

### 本作角色
| 角色                            | 配音            | 配音           | 配音         | 配音         | 簡介 |
| 角色                            | 日本            | 臺灣           | 香港         | 中国大陆     | 簡介 |
| 現實世界角色                    | 現實世界角色    | 現實世界角色   | 現實世界角色 | 現實世界角色 | 現實世界角色 |
| ------------------------------- | --------------- | -------------- | ------------ | ------------ | --- |
| 澤田弘樹 諾亞方舟               | 折笠愛          | 賀世芳         | 鄧潔麗       | 张幽舞       | 湯瑪斯辛多拉的養子，樫村的儿子。父母約在其8歲時離婚，因不適應日本的教育環境因而離開父親跟著母親前往美國。母親病逝後被辛多拉所收養。就讀於麻省理工學院。 生前得知辛多拉是開膛手傑克（JTR）的後裔。辛多拉為了避免秘密洩漏且由於人工智慧「諾亞方舟」只有弘樹能完成，因此時時監視并强迫其工作。在撰寫完人工智慧「諾亞方舟」並將其藉電話線路釋放出去後選擇跳樓自盡。 在游戏发表会上以「諾亞方舟」的名義要脅50位參加此遊戲者，如無人破關將放射巨大電磁波毀掉他們的腦部。由於其一生總是在工作，為了跟大家一起玩，借用諸星秀樹的數據一起參加遊戲。片尾自行停止運作，正式斷絕自己的性命。 |
| 諸星秀樹                        | 緒方惠美        | 許雲雲         | 鄧潔麗       | 徐静         | 12歲，小學6年級生，諸星登志夫（警視廳副總監）之孫，喜好踢足球。個性倨傲。「繭」的體驗者，弘樹藉其參與遊戲時，在遊戲裡總是稱呼柯南為「戴眼鏡的」。由於實際未參與遊戲，醒來之後完全不知道發生什麼事。 |
| 瀧澤進也                        | 高乃麗          | 陳鈴燕         | 曾月娥       | 乔菲菲       | 11歲，小學6年級生，執政黨常委之子。 |
| 江守晃                          | 愛河里花子      | 賀世芳         | 莊巧兒       | 刘知否       | 11歲，小學6年級生，银行家江守哲之助之孫。 |
| 菊川清一郎                      | 齋賀光希        | 陳鈴燕         | 劉惠雲       | 山新         | 11歲，小學6年級生，狂言師之子。 |
| 湯瑪斯·辛多拉 Thomas Schindler  | 津嘉山正種      | 袁光麟         | 李家傑       | 李楠         | 52歲，資訊業龍頭，也是「繭」之發表會的主辦人。除了間接造成弘樹的自盡身亡之外也是殺害樫村的兇手。開膛手傑克的後裔，由於此秘密被弘樹藉DNA追蹤系統得知，對他進行監控，間接造成弘樹選擇自盡，当弘樹生父的樫村認為弘樹是被自己給逼上絕路且也得知他的身世秘密，因此也將樫村殺害，讓「諾亞方舟」入侵「繭」，希望參加此遊戲的五十個人能夠盡快全部出局。最终被工藤优作揭穿罪行并被警方逮捕。 |
| 樫村忠彬                        | 平田廣明        | 康殿宏         |              | 巴赫         | 39歲，「繭」的開發者，弘樹之生父，也是工藤優作在大學時期的損友。曾在會場上嚴斥及制止諸星等小孩的嬉鬧。過去在弘樹8歲時離婚，加上弘樹不適應日本的教育環境因而跟著妻子前往美國，當弘樹自盡後為了查出原因因而委託優作，還用自己電腦中的DNA追蹤系統發現湯瑪斯辛多拉的秘密，最後被辛多拉給殺害。 |
| 江守哲之助                      | 依田英助        | 袁光麟         | 周永光       | 傅晨阳       | 52歲，銀行家，出資贊助「繭」的開發。 |
| 諸星登志夫                      | 堀部隆一        | 陳宗岳         | 黃志明       | 邢子皓       | 57歲，警視廳副總監。諸星秀樹的祖父。 |
| 虛擬遊戲角色                    |                 |                |              |              | |
| 夏洛克·福爾摩斯 Sherlock Holmes | 田中秀幸        | 康殿宏         |              | 陈思宇       | 小說《福爾摩斯探案》的主角。新一崇拜的偵探。遊戲中的相貌是以工藤新一的父親工藤優作為範本。 |
| 莫里亞提教授 Professor Moriarty | 小林清志        | 康殿宏         | 陳志強       | 周健         | 小說《福爾摩斯探案》中的反派，福爾摩斯的宿敵。將流浪在街頭的開膛手傑克培養成一流的殺手。 |
| 開膛手傑克 Jack the Ripper      | 速水獎          | 李景唐         | 李家傑       | 常文涛       | 真實人物，一百年前英國的連續殺人犯。跟現實不同，在該虛擬遊戲中受僱於莫里亞提教授。最後在火車上偽裝成一名女子，因右手無名指異常纖細被柯南所識破自己的偽裝。以煙霧彈逃離車廂後，先於車頂上用繩子將自己與小蘭綁在一起，之後再拿著短劍向企圖拯救小蘭的柯南展開廝殺，在即將手刃柯南前由於小蘭跳下火車讓兩人身上彼此相連的繩子拉下車頂，墜落在在山谷中身亡。 |
| 莫蘭上校 Colonel Moran          | 藤本讓          | 陳宗岳         | 周永光       | 李铫         | 小說《福爾摩斯探案》中的反派，莫里亞提教授的心腹，有飼養猴子。英國陸軍上校兼神槍手。 |
| 華生醫生 Dr. Watson             | 不適用          | 不適用         | 不適用       | 不適用       | 小說《福爾摩斯探案》的主要人物。夏洛克·福爾摩斯的朋友及助手，因遊戲劇情變動，只出現在照片中。遊戲中的相貌是以阿笠博士為範本。 |
| 艾琳·艾德勒 Irene Adler         | 島本須美        | 許雲雲         | 鄧潔麗       | 张喆         | 小說《福爾摩斯探案》中夏洛克·福爾摩斯仰慕的女演員。遊戲中的相貌是以工藤新一的母親工藤有希子為範本。 |
| 哈德森太太 Mrs. Hudson          | 速見圭          | 陳鈴燕         | 曾月娥       | 黎筱濛       | 小說《福爾摩斯探案》中主角夏洛克·福爾摩斯住家貝克街221B號的房東。 |
| 神秘的無業遊民                  | 寶龜克壽        | 陳宗岳         | 周永光       | 巴赫         | 拿著手風琴，原遊戲數據中不存在的角色。當他再次出現在柯南面前時透露出自己的身份。 |
| 賭徒                            | 中嶋聰彥        | 李景唐         | 黃啟明       |              | 與莫蘭上校對賭的賭徒。 |
| 其他配角                        |                 |                |              |              | |
| 清水                            | 村井每早        | 賀世芳／許雲雲 | 鄧潔麗       |              | TMS記者，採訪工藤優作的女記者。 |
| 松井                            | 長嶝高士        | 袁光麟／李景唐 | 陳志強       |              | 會場職員，發現樫村被殺害的第一發現者。 |
| 警備員                          | 細井治 增谷康紀 | 康殿宏 陳宗岳  |              |              | 保護辛多拉的SP（特別警備人員）。 |
| 新聞主播                        | MAI             | 許雲雲         | 劉惠雲       |              | 美國電視新聞主播。 |
| 播音員                          | 百百麻子        | 許雲雲         | 鄧潔麗       |              | 宣布「繭」遊戲開始的播音員。 |
| 司儀                            | 蓮池龍三        | 袁光麟         | 李家傑       |              | 「繭」會場司儀。 |

## 製作

### 製作人員
- 原作：青山剛昌
- 監督、分镜：兒玉兼嗣
- 脚本：野澤尚[3]
- 演出：原田奈奈
- 演出助手：矢野篤
- 人物設定 / 總作畫監督：須藤昌朋
- 設計：宍户久美子、佐野隆史、堀内博之
- 作画監督：山中純子
- 作画監督補：牟田清司
- 動作作画監督：清水義治
- 美術監督：涩谷幸弘
- 色彩設計：西香代子
- 摄影監督：野村隆
- 3D CGI動畫：松浦裕暁
- 剪辑：岡田輝满
- 音響監督：小林克良
- 音乐：大野克夫
- 故事編輯：飯岡順一
- 助理製作人：斋藤朋之、浅井認
- 動畫製作人：小島哲
- 製作人：諏訪道彦、吉岡昌仁
- 动画制作：東京電影新社
- 「名偵探柯南 貝克街的亡靈」製作委員會 
  - 小学馆
  - 读卖电视台
  - 日本电视台
  - ShoPro
  - 东宝株式會社
  - TMS Entertainment
- 发行：东宝

## 音樂
| 類別   | 曲名        | 作詞     | 作曲     | 演唱 |
| ------ | ----------- | -------- | -------- | ---- |
| 主題曲 | Everlasting | 稻叶浩志 | 松本孝弘 | B'z  |

### 原聲帶

#### 歌曲
1. プロローグ～ノアズ・アークのテーマ
2. ヒロキの決断～出航
3. 名探偵コナンメイン・テーマ（ベイカー街ヴァージョン）
4. ゲームショー
5. 二世・三世の子供達
6. 無礼な奴ら
7. コクーン
8. 阿笠博士のクイズ
9. 父への思い
10. シンドラーのサスペンス
11. 事件現場～コナンの推理
12. ダイイング・メッセージ
13. ノアズ・アーク悪のテーマ
14. ゲームの説明
15. ゲームのコース紹介
16. いよいよゲームステージへ
17. ヒロキの生い立ち
18. ジャック・ザ・リッパー？
19. 不安な面持ち
20. 元気をだして～時計の針が…
21. ホームズの部屋
22. ジャック・ザ・リッパーの考察
23. モラン大佐の所へ～潜入
24. 迫りくる悪
25. コナン一同の危機
26. 万事休す～コナンの賭け
27. モリアーティ教授の元へ
28. ジャック・ザ・リッパーの生い立ち
29. 夜のロンドン～第二の犯行現場
30. モリアーティの広告
31. 美しいアイリーン・アドラー
32. オペラ劇場が～恐怖
33. 追跡～チャリング・クロス駅
34. 犯人はお前だ！
35. 犯人の正体
36. 優作の推理
37. 囚われの身の蘭
38. ジャック・ザ・リッパーの因縁
39. 追いつめられるコナン
40. 蘭の勇気
41. 静寂～ありがとうホームズ
42. ヒロキのテーマ（ノアズ・アーク）
43. 生還
44. コナンのゲームオーバー
45. ありがとうホームズ(Long Version)

## 跨媒體展開
《名偵探柯南：貝克街的亡靈》的DVD於2002年12月18日、VHS於2003年4月9日、藍光光碟於2017年2月24日在日本由東寶株式會社發布。
小學館亦推出該片的彩色漫畫書。由於著作權方面的原因，小學館已不再繼續發行授權出版本劇場版彩色漫畫。
| 冊數 | 小學館         | 小學館             | 青文出版社    | 青文出版社         | 长春出版社 | 长春出版社         |
| 冊數 | 發售日期       | ISBN               | 發售日期      | ISBN               | 發售日期   | ISBN               |
| ---- | -------------- | ------------------ | ------------- | ------------------ | ---------- | ------------------ |
| 上   | 2002年10月18日 | ISBN 4-09-126851-X | 2004年2月24日 | ISBN 957-509-493-X | 2006年10月 | ISBN 7-5445-0250-3 |
| 下   | 2002年11月18日 | ISBN 4-09-126852-8 | 2004年2月24日 | ISBN 957-509-494-8 | 2006年10月 | ISBN 7-5445-0251-1 |

## 其他
2012年12月，在安倍晋三再度出任日本首相一职时，中国中央电视台借贝克街的亡灵中灰原哀之口评述日本政界的世袭制度。

## 外部連結
- 互联网电影数据库（IMDb）上《名偵探柯南：貝克街的亡靈》的资料（英文）
- 名探偵コナン ベイカー街の亡霊 （页面存档备份，存于） - トムス・エンタテインメント
- 名探偵コナン ベイカー街の亡霊 （页面存档备份，存于）- 東宝
- 名探偵コナン ベイカー街の亡霊 （页面存档备份，存于） - allcinema
- 名探偵コナン ベイカー街の亡霊 （页面存档备份，存于） - KINENOTE
- 名探偵コナン ベイカー街の亡霊 （页面存档备份，存于） - 日本映画データベース
- 名探偵コナン ベイカー街の亡霊 （页面存档备份，存于） - 文化庁日本映画情報システム
- Detective Conan The Phantom of Baker Street （页面存档备份，存于） - オールムービー
- 名探偵コナン ベイカー街の亡霊 （页面存档备份，存于） - 映画.com
- 名探偵コナン ベイカー街の亡霊 （页面存档备份，存于） - Movie Walker
- 名探偵コナン ベイカー街の亡霊 （页面存档备份，存于） - SF MOVIE DataBank
- 在Netflix上觀看《名偵探柯南：貝克街的亡靈》